# 沃尔-孙-孙素数
若質數{\displaystyle p}大於5，且{\displaystyle p^{2}}整除{\displaystyle F(p-\left({\frac {5}{p}}\right))}，其中{\displaystyle \left({\frac {a}{b}}\right)}表示勒讓德符號，{\displaystyle F(k)}是第{\displaystyle k}個斐波那契數，則稱{\displaystyle p}為沃尔-孙-孙素数（Wall-Sun-Sun prime）。
1960年，唐纳德·丹斯·沃尔猜想是否存在這類數。
1992年，孙智宏和孙智伟證明若費馬大定理對於質數{\displaystyle p}有一個反例使得它不成立，該質數應為沃尔-孙-孙素数。可惜費馬大定理已經被證明了。
目前已知若沃尔-孙-孙素数存在，它一定要大于{\displaystyle 10^{14}}。

## 外部連結
- 孫氏兄弟的論文 （页面存档备份，存于）(pdf)